# 김준형 (배우)
김준형(1988년 3월 4일 ~ )은 대한민국의 배우이다.

## 삶과 경력
김준형은 1988년 3월 4일, 서울에서 태어났다. 안양예술고등학교와 중앙대학교 연극영화학부를 졸업했다. 김준형은 중앙대 재학 시절인 2011년 제81회 전국춘향선발대회에서 춘향 진에 선발되었다.
김준형은 2015년 7월, 2살 연하의 중앙대 연극영화학부 동문인 남편과 교제 8개월 만에 서울에서 결혼식을 올렸다.

## 연기 활동

### 드라마
- 2010년 : SBS 아침연속극 《당돌한 여자》
- 2011년 : MBC 일일연속극 《불굴의 며느리》 ... 김순정 역
- 2012년 : SBS 주말극장 《내 사랑 나비부인》 ... 리국희 역
- 2013년 : SBS 주말극장 《열애》 ... 임세경 역

### 영화
- 《앨리스: 원더랜드에서 온 소년》 (2015년) - 헤중엄마 역
- 《극비수사》 (2015년) - 사진여경 역
- 《이계도함수》 (2011년) - 여학생 역
- 《누가 해변에서 함부로 불꽃놀이를 하는가》 (2008년) - 엄마 역

### 연극
- 《위대한 신브라운》

## 수상
- 2011년 제81회 전국춘향선발대회 진